# Zastava M70 (автомат)
Zastava M70 — семейство югославских и сербских автоматов. Серийный вариант автомата Zastava M64. Единственный автомат, состоявший на вооружении Югославской народной армии. Долгое время оставался самым распространённым автоматом в армиях стран, образовавшихся после распада Югославии.

## История
С 1952 года конструкторы фабрики «Црвена Застава» в Крагуеваце вели работы над созданием автомата, изучая трофейные StG 44. Из-за конфликта с СССР Югославия лишилась возможности получить лицензию на производство автомата Калашникова, но в 1959 году двое албанских пограничников, вооружённых таким оружием, дезертировали в Югославию. Их автоматы были переданы на «Црвена Застава» и в том же году начались работы над семейством стрелкового оружия на базе АК под обозначением FAZ (сербохорв. Familija automatskog oružja Zastava). Семейство должно было включать в себя самозарядную винтовку, автомат и пулемёт со сменным стволом. Ядро команды конструкторов составляли Божидар Благоевич, майор Милош Остоич, Миодраг Луковац и Милутин Миливоевич, а также технологи Стеван Томашевич, Предраг Мирчич и Мика Мудрич. Руководство проектом было поручено инженеру Милану Чиричу. Полученные от албанских дезертиров автоматы были тщательно изучены, из состава на основе серы были изготовлены слепки деталей. Однако, оказалось невозможным скопировать автомат методом обратной разработки, имея всего лишь два образца. Помогло вмешательство Иосипа Броза Тито: во время визита в неназванную страну он договорился о закупке 2000 АК, часть которых была отправлена на «Црвена Застава». Предположительно, это были Египет, Индонезия или Индия. В 1965 году на фабрике были готовы два первых варианта автомата, M64A и M64B, а также ручные пулемёты M65A и M65B. Хотя Управление пехотных вооружений и тактики поддержало принятие на вооружение автоматов серии FAZ, но Генеральный штаб Югославской народной армии не дал согласие, обосновав своё решение тем, что оснащение автоматическим стрелковым оружием всех частей армии приведёт к чрезмерному расходу боеприпасов. Однако, после ввода войск ОВД в Чехословакию начались переговоры между Югославией и СССР о закупках автоматов Калашникова для сил специального назначения югославской армии. В это время руководство фабрики «Црвена Застава» оповестило руководство Югославии, что подобное оружие уже создано и решением высшего руководства Югославии серия оружия FAZ была принята в качестве основы для создания и выпуска югославского автоматического оружия. На основе требований, подготовленных Военно-техническим институтом, в 1970 году был создан автомат M70, поступивший в серийное производство и принятый на вооружение. Приказом № 314 от 19 августа 1971 года в Крагуеваце началось серийное производство M70.

## Конструкция
Автоматика работает по принципу отвода части пороховых газов с длинным ходом поршня. Запирание канала ствола производится поворотом затвора с двумя боевыми упорами. В стволе 4 нареза, шаг нарезов 240 мм. Ствол не хромированный, изготовлен методом холодной ковки. В дульной части ствола нарезана резьба для установки дульных устройств М14х1 левая. Предохранитель-переводчик расположен на правой стороне ствольной коробки. Обозначения положений переводчика: U («Ukočeno», предохранитель), R («Rafalna», очередь), J («Jedinačna», одиночные). Режимы огня — непрерывный или с отсечкой по одному выстрелу. Прицельные приспособления состоят из мушки и прицела секторного типа, могли оснащаться тритиевыми элементами для стрельбы в тёмное время суток. Автоматы (кроме M70B3, M70AB3) оснащались прицелом и дульным устройством для стрельбы винтовочными гранатами. В разложенном состоянии прицел перекрывает отвод газов из газовой каморы в газовую трубку для выстрела винтовочной гранаты холостым патроном. В задней части ствольной коробки, предусмотрен фиксатор, предохраняющий крышку от открывания при стрельбе гранатами. Цевьё и накладка газовой трубки длиннее, чем у автомата Калашникова. У версий с нескладным прикладом был предусмотрен резиновый затыльник на прикладе. Автоматы могли быть укомплектованы штык-ножом. Начиная с M70B боепитание может осуществляться из любых коробчатых магазинов, совместимых с АК, а также барабанных магазинов M72.

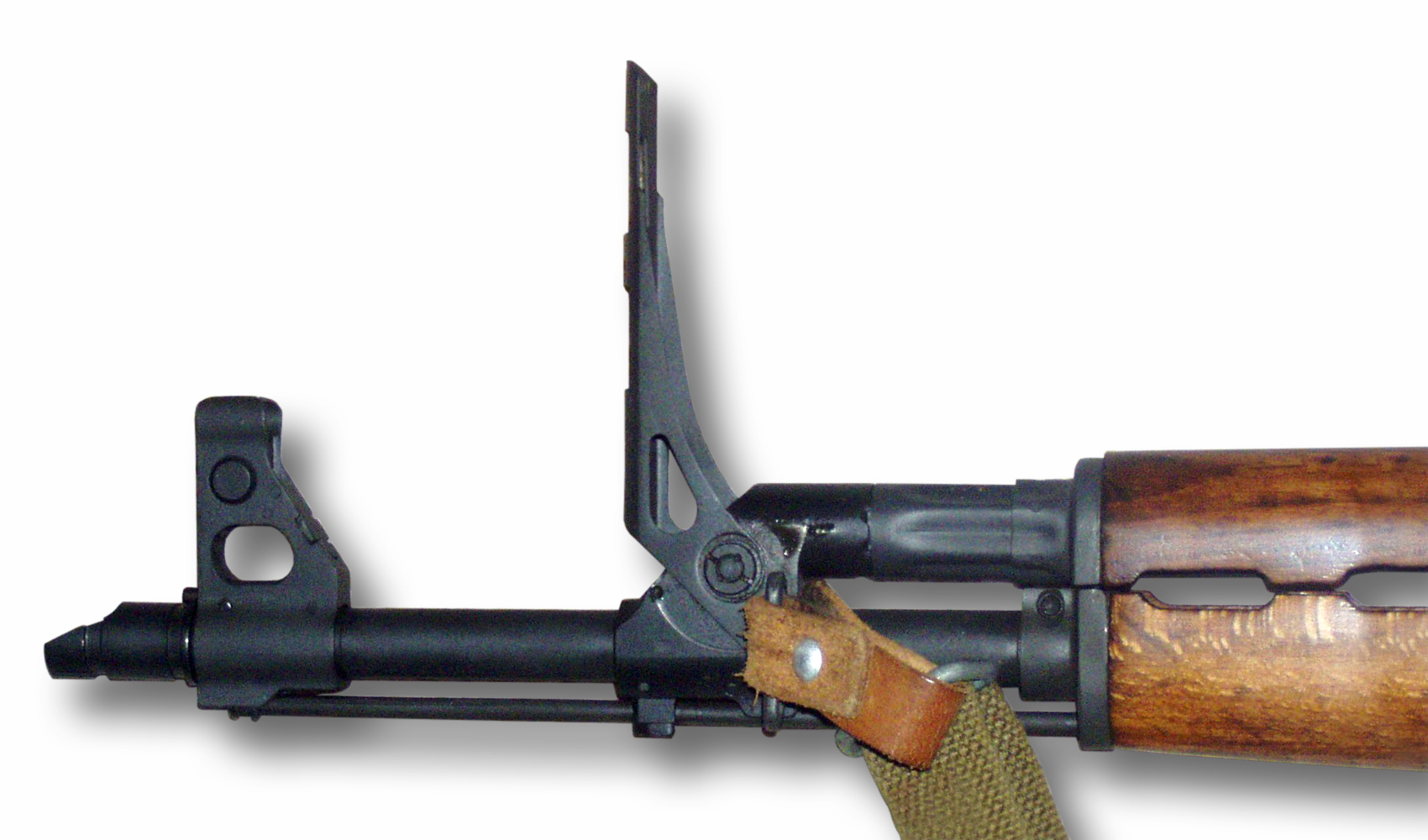
Прицел для винтовочных гранат в боевом положении

## Варианты
- М70 — фрезерованная ствольная коробка, крышка ствольной коробки из стального листа 1.5 мм, нескладной деревянный приклад, ствол закреплён в ствольном вкладыше на резьбовом соединении, затворная задержка реализована отдельной деталью в ствольной коробке[22], автомат не принимает магазины от последующих вариантов M70 и АК[23] Впоследствии на большинстве M70, оставшихся на службе, механизм затворной задержки был удалён для совместимости с магазинами от более поздних версий[24]. Полное обозначение — M1970[1].

- M70A — вариант M70 со складным вниз под цевьё стальным прикладом. Полное обозначение — M1970A.

- M70A1 — вариант M70A с креплением типа «ласточкин хвост» для ночного прицела НСП-2, а в дальнейшем — для HV 5×80 AT голландской компании Oldelft NV.

- M70B — фрезерованная ствольная коробка, упрощена конструкция ствольной коробки (убраны углубления для облегчения на левой стороне), нескладной деревянный приклад, ствол запрессован в ствольный вкладыш и закреплён поперечным штифтом, изменён угол наклона приклада, внедрён способ крепления нескладного приклада к ствольный коробке сквозным винтом, укорочена колодка мушки, затворная задержка реализована выступом на подавателе магазина[26], автомат стал принимать магазины от АК[23].

- M70AB — вариант M7AB со складным вниз под цевьё стальным прикладом.

- M70B1 — штампованная из стального листа 0.9 мм ствольная коробка и крышка ствольной коробки, нескладной деревянный приклад. Снова изменено крепление приклада: теперь он присоединялся не к заднему вкладышу, а непосредственной к ствольной коробке. Затвор и затворная рама облегчены. В УСМ добавлен замедлитель курка. Предохранитель-переводчик доработан. На резьбу в дульной части ствола установлен компенсатор[27]. Возможна установка подствольного гранатомёта BGP-40 mm M70[9].

- M70B1N — вариант M70B1 с креплением типа «ласточкин хвост» на левой стороне ствольной коробки для ночного прицела Zrak PN 5×80. Полное обозначение — M70B1N-PN.
- M70AB1 — вариант M70B1 со складным вниз под цевьё стальным прикладом. Складной приклад усилен. Впоследствии ствольную коробку M70AB1 стали штамповать из стального листа 1.5 мм.

- M70AB1N — вариант M70AB1 с креплением «ласточкин хвост» на левой стороне ствольной коробки для ночного прицела Zrak PN 5×80. Полное обозначение — M70AB1N-PN.

- M70B2 — штампованная из стального листа 1.5 мм ствольная коробка, нескладной деревянный приклад[1].

- M70AB2 — вариант M70B2 со складным вниз под цевьё стальным прикладом. Возможна установка подствольного гранатомёта BGP-40 mm M70.

- M70AB2N — вариант M70AB2 с креплением на левой стороне ствольной коробки для пассивного ночного прицела Zrak PN 5×80. Полное обозначение — M70AB2N-PN.

- M70B3 — штампованная из стального листа 1.5 мм ствольная коробка, нескладной деревянный приклад. Отсутствует прицел для винтовочных гранат, возможна установка подствольного гранатомёта BGP-40 mm[11]. Вариант 2007 года для Ирака и Афганистана[1].

- M70AB3 — вариант M70B3 со складным вниз под цевьё стальным прикладом. Отсутствует прицел для винтовочных гранат, возможна установка подствольного гранатомёта BGP-40 mm. Вариант 2007 года для Ирака и Афганистана.

- M70ABX — штампованная из стального листа 1.5 мм ствольная коробка, приклад складной на правую сторону, цевьё с планками Пикатинни. Модернизация 2007 года[31].
- M70B1M — штампованная из стального листа 1.5 мм ствольная коробка, приклад складной на правую сторону. На крышке ствольной коробки и цевьё установлены планки Пикатинни. Крышка откидная, на шарнире. В дальнейшем обозначение изменено на M05E.

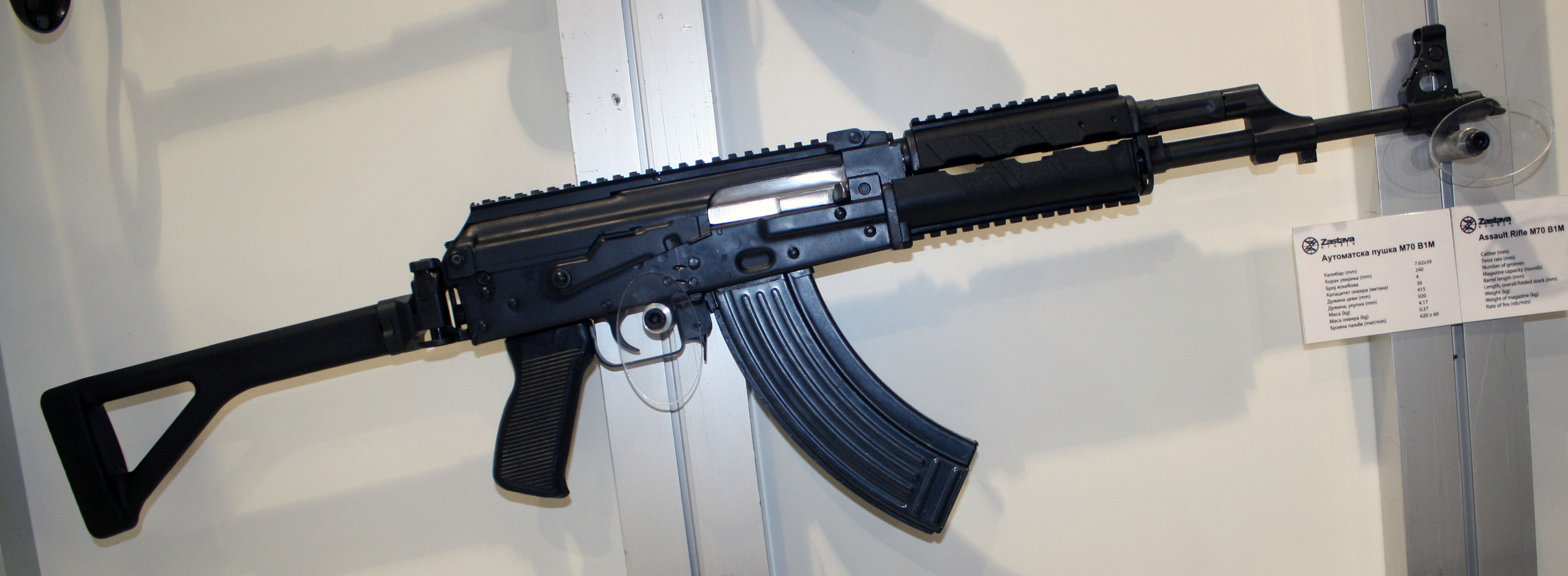
Zastava M70B1M

Для рынка гражданского оружия предлагаются полуавтоматические варианты.

## Страны-эксплуатанты
- Ангола[34]
- Босния и Герцеговина[35][36][37] — в том числе используется полицейским спецназом Республики Сербской[38]
- Буркина-Фасо: используется контингентом Буркина-Фасо в Многопрофильной комплексной миссии ООН по стабилизации в Мали[39]
- Великобритания[40]
- Государство Палестина[41]
- ДР Конго[42]
- Ирак — M70, а также варианты иракского производства «Табук»[1][4]
- Исламский Эмират Афганистан — захвачены талибами после падения правительства Республики Афганистан[43]
- Иордания[44]
- Кения[45]
- Кипр[46]
- Либерия[47]
- Ливия[5]
- Косово[48]
- Руанда[49]
- Северная Македония[50][51][52][53]
- Сербия[54][55][56][57]
- Сирия[6]
- Словения[58][59]
- Украина[7]
- Хорватия[60]
- Черногория[61][62]

### Бывшие эксплуатанты
- Югославия[63]